# Skytturnar
Skytturnar è un film del 1987 diretto da Friðrik Þór Friðriksson.